# Route nationale 12 (Belgique)
 (décembre 2018).
Si vous disposez d'ouvrages ou d'articles de référence ou si vous connaissez des sites web de qualité traitant du thème abordé ici, merci de compléter l'article en donnant les références utiles à sa vérifiabilité et en les liant à la section « Notes et références ».
Pour les articles homonymes, voir Route nationale 12.
La route nationale 12 est une route nationale belge en région flamande dans la province d'Anvers. 
Elle commence à Anvers route nationale 1 et se termine à Poppel, section de la commune néerlandophone de Ravels. Elle rejoint la frontière des Pays-Bas et se transforme en route nationale 630 (Pays-Bas) pour rejoindre la commune de Tilbourg via l'autoroute A58 (Pays-Bas) route européenne 312 dans la province du Brabant-Septentrional.
Cette route nationale rejoint les villes d'Anvers, de Turnhout et de Tilbourg. Elle mesure 62,2 km de long, et en comptant la route nationale 630 (Pays-Bas) elle mesure 70,2 km de long.

## Tracé
En Belgique, c'est la région qui s'occupe de son réseau routier. En Flandre, c'est aussi le département de la mobilité et des travaux publics et l'agence de la route et de la circulation qui s'en occupent.

### Belgique
La nationale traverse les villes d'Anvers et de Turnhout. Elle traverse les communes de Wijnegem, de Schilde (Belgique), de Zoersel, de Malle (Belgique), de Beerse, de Vosselaar, de Vieux-Turnhout et de Ravels.

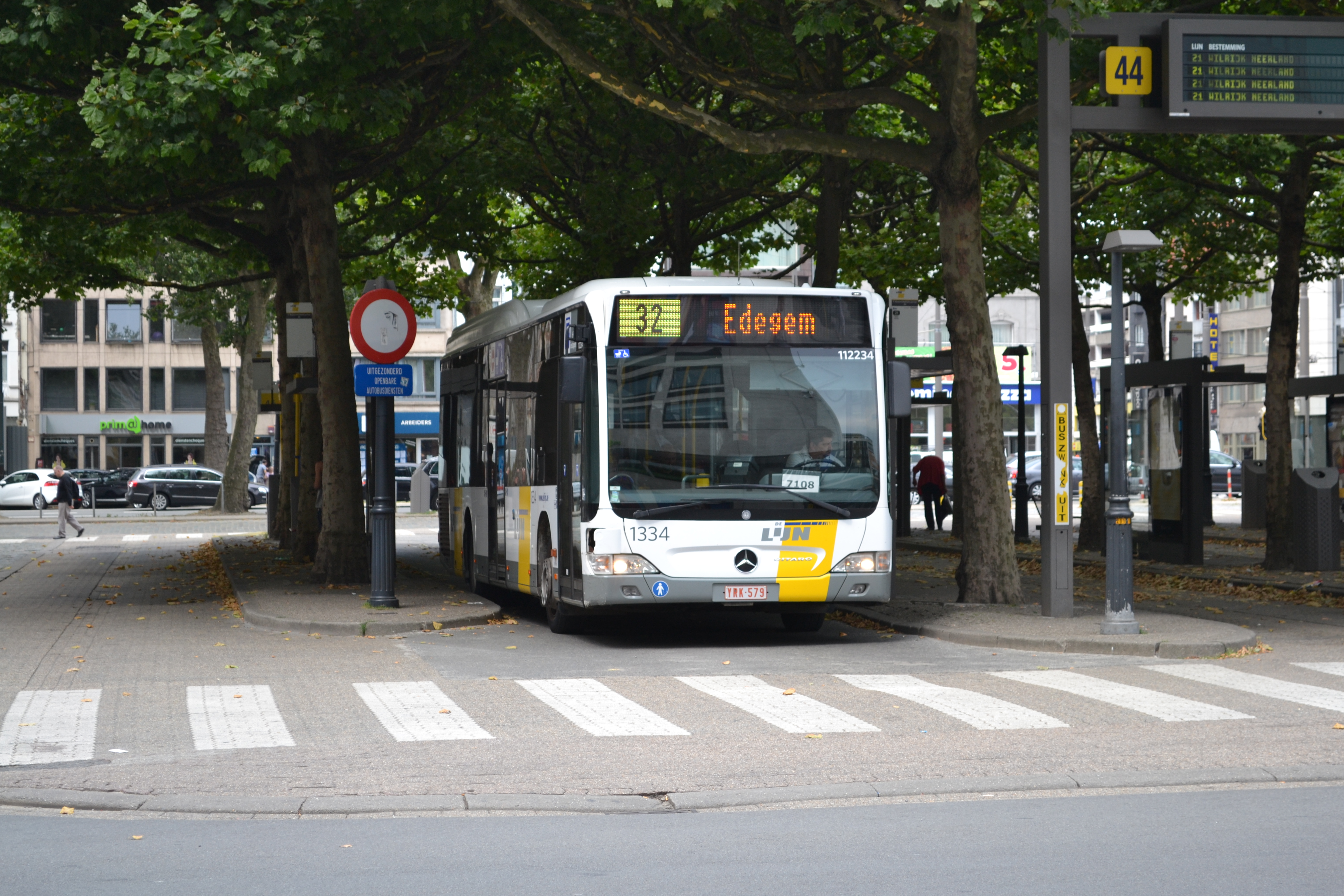
La place Franklin Roosevelt est une plaque d'échanges entre bus et tramway. Ici, on voit un bus de la ligne 32 Edegem de la société De Lijn.

#### Anvers
La route nationale 12 est un axe ouest/est et commence à l'intersection de la route nationale 1, au centre d'Anvers. À cette intersection, la route nationale se transforme en simple rue principale en direction du centre d'Anvers, Kipdorpbrug, qui se divise en deux rues parallèles en sens unique : Lange Nieuwstraat en direction du centre ville et Sint-Jacobsmarkt en direction de la route nationale.
Le 5 mai 2017, la nationale est fermée à cette intersection en réseau de travaux de rétablissements de la voirie.
La route nationale commence son tracé sur la place Franklin Roosevelt où elle est homonyme, sur 160 mètres. Cette place est un échange pour les transports en commun entre plusieurs lignes du tramway d'Anvers et de plusieurs lignes de bus De Lijn.
La route nationale 12 continue son tracé sous le nom de Gemeentestraat jusqu'à la place Reine Astrid sur 170 mètres. La place donne un accès direct à la Gare d'Anvers-Central et au Zoo d'Anvers.
La nationale continue son chemin sous le nom de Carnotstraat sur 550 mètres jusqu'à l'intersection avec la Kerkstraat qui donne un accès direct au quartier nord de Borgerhout et à son hôpital.
La route nationale 12 continue sa route sous le nom de Turnhoutsebaan sur 1,2 km jusqu'à l'intersection avec la route nationale 116 (Belgique). La route nationale 12 est alors ainsi :
|  | échange avec | direction ( ) via 3 (Borgerhout)     | vers les quartiers de l'agglomération anversoise vers |
|  | échange avec | direction () via 17 (Antwerpen-Oost) | vers via 18 (Wommelgem) vers Hasselt et Liège         |
|  | échange avec | direction                            | vers et                                               |

La route nationale continue son tracé sous le nom de Cogelsplein sur 450 mètres jusqu'à l'intersection avec la Frank Craeybeckxlaan, en direction de la route nationale 120, la route nationale 130, et la Hooftvunderlei, en direction de la route nationale 116 et du Parc Provinciaal Groendomein Rivierenhof. Elle traverse le cours d'eau Groot schijn.
La route nationale 12 continue son chemin sous les noms de Turnhoutsebaan et de August van de Wielelei sur 1,5 km jusqu'à l'intersection avec la Ruggeveldlaan, en direction de Ertbrugge, quartier anversois, et de la route nationale 116.
La nationale continue sa route sous le nom de August van de Wielelei sur 1,2 km jusqu'à l'intersection avec le Ring belge R11. La route nationale 12 continue tout droit et se change en route nationale 112 (Belgique) en direction de Wijnegem ; tous les transports en commun suivent alors cette nationale. Le Ring belge R11 continue tout droit et se change en route nationale 12, contournant la commune de Wijnegem. Cette intersection marque la fin du tracé à Anvers.
Elle parcourt au total 6,4 km dans la ville d'Anvers.

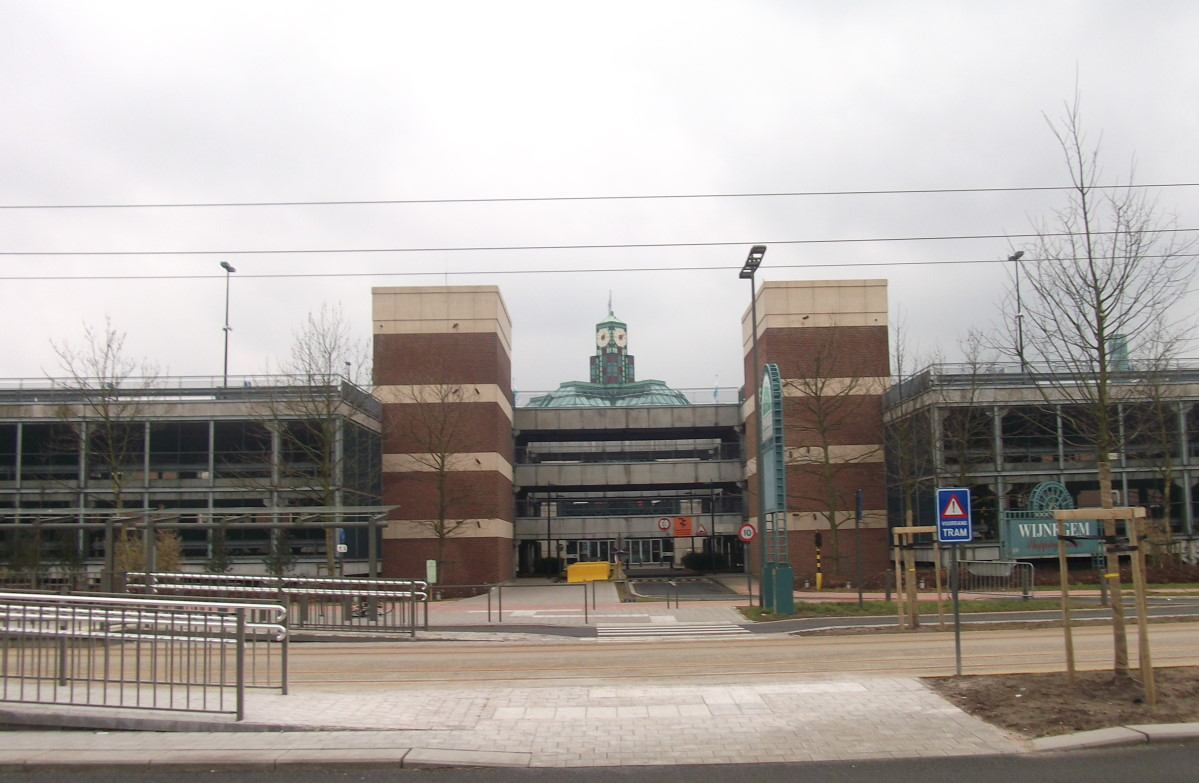
Le centre commercial de Wijnegem, à l'intersection avec le Ring belge R11, la route nationale 112 (Belgique) et la route nationale 12. On voit une ligne de tram passer.

#### Wijnegem
La route nationale 12 continue son tracé sous le nom de Houtlaan, après l'intersection Ring belge R11 route nationale 112, sur 1,1 km jusqu'à l'intersection avec la route nationale 120, en direction d'un parc économique et d'Anvers, et de la Merksemsebaan, en direction du centre de Wijnegem et de la route nationale 112.
La route nationale continue son chemin sous le nom de Houtlaan sur 3,4 km jusqu'à l'intersection avec la route nationale 112 en direction de Wijnegem. La nationale traverse le canal Albert via un pont, le Brug Albertkanaal Wijnegem ou le pont du canal Albert de Wijnegem en français. L'intersection avec la route nationale 112 marque la fin du parcours de la nationale dans la commune de Wijnegem. La nationale continue en direction de la commune de Schilde (Belgique).
Elle parcourt au total 4,6 km dans la commune de Wijnegem.

#### Schilde
La route nationale 12 continue sa route sous le nom de Turnhoutsebaan sur 2,2 km jusqu'à l'intersection avec la route nationale 121 en direction de Brasschaat et de la Schoolstraat en direction de Ranst.
La nationale continue son tracé sous le nom de Turnhoutsebaan sur 2,5 km jusqu'à l'intersection avec la Waterstraat en direction de Brecht (Belgique). La nationale continue en direction de la commune de Zoersel.
Elle parcourt au total 5,1 km dans la commune de Schilde (Belgique).

#### Zoersel
La route nationale 12 continue son chemin sur 550 mètres jusqu'à l'intersection avec la Eikenlaan, en direction de Zandhoven, et de la route nationale 14 (Belgique) qui donne un accès direct à l'autoroute A21 (Belgique), via la sortie de Belgique 20 (Zoersel) vers Anvers, Turnhout et Eindhoven (Pays-Bas), et à la route européenne 313 autoroute A13 (Belgique), via la sortie de Belgique 19 (Massenhoven) vers Anvers, Hasselt et Liège.
La route nationale continue sa route sous les noms de Kapellei et de Handelslei sur 2,2 km jusqu'à l'intersection avec la Zoerselsteenweg en direction du centre de Zoersel et de la route nationale 14 (Belgique).
La route nationale 12 continue son tracé sous le nom de Handelslei sur 250 mètres jusqu'à l'intersection avec la Bethaniënlei, en direction de Saint-Job-in-'t-Goor, la route nationale 117 (Belgique), vers Rosendael (Pays-Bas), et la route européenne 19 autoroute A1 (Belgique), via la sortie de Belgique 4 (Saint-Job-in-'t-Goor) vers Anvers et Bréda. La nationale continue en direction de la commune de Malle (Belgique).
Elle parcourt au total 3,5 km dans la commune de Zoersel.

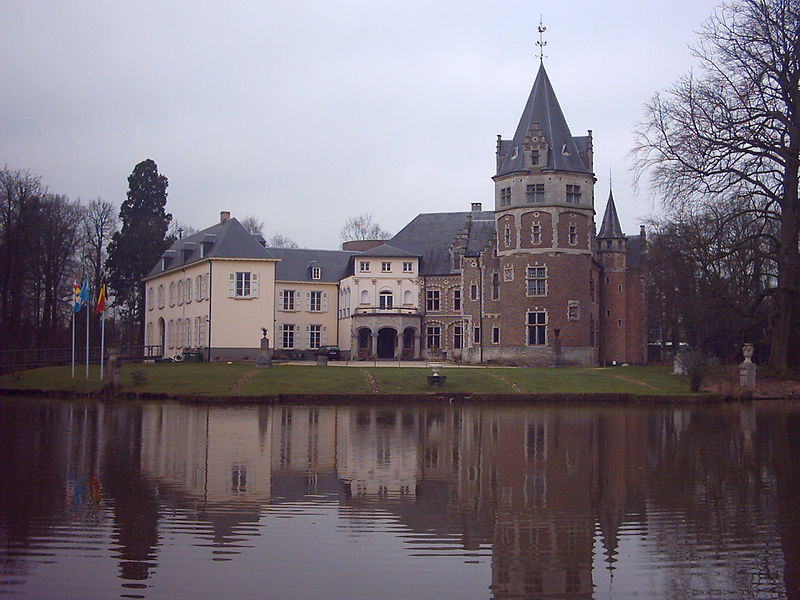
Le Château de Renesse et son domaine à l'intersection de la route nationale 153 (Belgique), route nationale 14 (Belgique) et route nationale 12, à Oostmalle (section de la commune de Malle (Belgique)).

#### Malle
La nationale continue son chemin sous le nom de Antwerpsesteenweg sur 3,5 km jusqu'à l'intersection avec la route nationale 133 (Belgique), en direction de Brecht (Belgique) et Saint-Léonard (Anvers), et la Hallebaan, en direction des quartiers de la commune.
La route nationale 12 continue sa route sous le nom de Antwerpsesteenweg sur 600 mètres jusqu'à l'intersection avec la route nationale 179 (Belgique), en direction de Zoersel et de la route nationale 14 (Belgique).
La route nationale continue son tracé sous le nom de Antwerpsesteenweg sur 2,7 km jusqu'à l'intersection avec la route nationale 153 (Belgique), en direction de Klein-Veerle et de Saint-Léonard; à Brecht (Belgique), et la Kloosterstraat, en direction de la route nationale 14 (Belgique) et la route nationale 153 (Belgique) ; vers l'aéroport de Malle-Zoersel (nl), Wechelderzande, l'autoroute A21 (Belgique), via la sortie de Belgique 21 (Lille) vers Anvers, Turnhout et Eindhoven (Pays-Bas), et la commune de Lille (Belgique).
La route nationale 12 continue son chemin dans le quartier d'Oostmalle sous le nom de Antwerpsesteenweg sur 130 mètres jusqu'à l'intersection avec la route nationale 14 (Belgique) ; en direction nord, de Rijkevorsel, de Hoogstraten et de Bréda (Pays-Bas) et en direction sud, de Zoersel, de l'autoroute A21 (Belgique), de la route européenne 313 autoroute A13 (Belgique), de Lierre (Belgique), Duffel et Malines.
La nationale continue sa route sous le nom de Turnhoutsebaan sur 2,7 km jusqu'au changement de commune. La nationale continue en direction de la commune de Beerse.
Elle parcourt au total 9,7 km dans la commune de Malle.

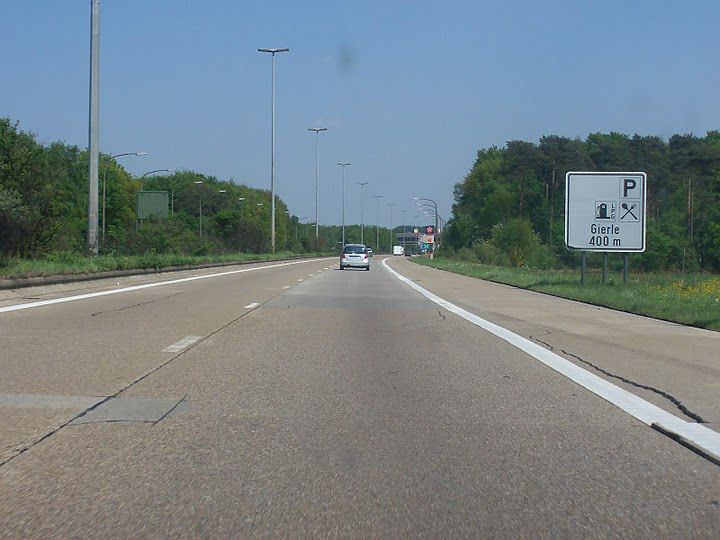
L'autoroute A21 (Belgique) a un tracé parallèle à la route nationale 12, d'Anvers à Turnhout. La nationale permet un accès rapide des communes vers l'autoroute. Cette photo montre l'aire de repos de Gierle avant la sortie vers Gierle.

#### Beerse
La route nationale 12 continue son tracé sous le nom de Antwerseweg sur 550 mètres jusqu'à l'intersection avec la route nationale 104 (Belgique) en direction de Vlimmeren et de Wechelderzande, et la Hei-ende en direction de Rijkevorsel.
La route nationale continue son chemin sous le nom de Antwerpseweg sur 4,3 km jusqu'à l'intersection avec la Lilsedijk en direction des quartiers résidentiels sud de Beerse, et la Sint-Corneliusstraat en direction de Den Hout (Belgique) et de Rijkevorsel.
La route nationale 12 continue sa route sous le nom de Antwerpseweg sur 1,1 km jusqu'à l'intersection avec la route nationale 132 en direction (sud) de l'autoroute A21 (Belgique), via la sortie de Belgique 22 (Beerse) vers Anvers, Turnhout et Eindhoven (Pays-Bas), et de Gierle, et en direction (nord) de Beerse, Merksplas, Weelde et de la base aérienne de Weelde.
La nationale continue son tracé sous le nom de Turnhoutseweg sur 1,1 km jusqu'au changement de commune. La nationale continue en direction de la commune de Vosselaar.
Elle parcourt au total 6,9 km dans la commune de Beerse.

#### Vosselaar
La route nationale 12 continue son chemin sous le nom de Antwerpsesteenweg sur 800 mètres jusqu'à l'intersection avec la Beersebaan en direction de Beerse.
La route nationale continue sa route sous le nom de Antwerpsesteenweg sur 200 mètres jusqu'à l'intersection avec la Hofeinde en direction de Beerse et ses quartiers résidentiels nord, et la Schoolstraat ; en direction des quartiers sud de la commune et de la route nationale 140 (en direction de l'autoroute A21 (Belgique), via la sortie de Belgique 23 (Turnhout-West) vers Anvers, Turnhout et Eindhoven (Pays-Bas).).
La route nationale 12 continue son tracé sous le nom de Antwersesteenweg sur 1,5 km jusqu'au changement de commune. La nationale continue en direction de la ville de Turnhout.
Elle parcourt au total 2,6 km dans la commune de Vosselaar.

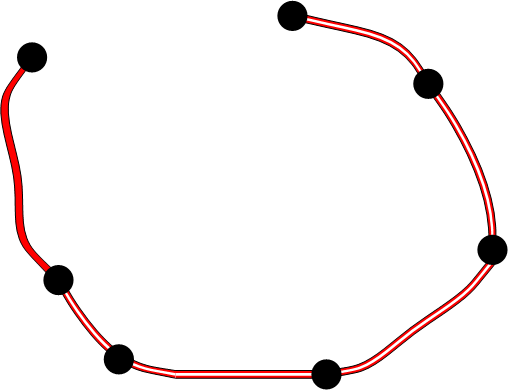
Schéma du Ring de Turnhout. Le deuxième point (gauche) est l'intersection route nationale 12 Ring belge R13. Le deuxième point (droite) est l'intersection Ring belge R13 route nationale 12.

#### Turnhout
La nationale continue son chemin sous le nom de Antwerpsesteenweg sur 800 mètres jusqu'à l'intersection avec le Ring belge R13 et la Steenweg op Antwerpen.
Le Ring de Turnhout devient le tracé de la route nationale 12 sur 5,6 km.
Ce Ring donne accès à la route nationale 124 (Belgique), à son extrémité nord-ouest vers Merksplas, à la route nationale 12, à son intersection ouest vers Beerse, à la Steenweg op Gierle, à son intersection sud-ouest vers l'autoroute A21 (Belgique), via la sortie de Belgique 23 (Turnhout-West), et Gierle, à la route nationale 19 (Belgique), à son intersection sud vers l'autoroute A21 (Belgique), via la sortie de Belgique 24 (Turnhout-Centrum), Kasterlee et Geel, à la route nationale 18 (Belgique), à son intersection est vers Vieux-Turnhout, l'autoroute A21 (Belgique), via la sortie de Belgique 25 (Oud-Turnhout), Réthy, Dessel et Mol, à la route nationale 12, à son intersection nord-est vers Ravels et Tilbourg, et à la route nationale 119 (Belgique), à son extrémité nord vers Baerle-Duc et Baerle-Nassau.
La route nationale 12 continue sa route sous le nom de Steenweg op Oosthoven sur 550 mètres jusqu'au changement de commune. La nationale continue en direction de la commune de Vieux-Turnhout.
Elle parcourt au total (Ring compris) 6,9 km dans la ville de Turnhout.

#### Vieux-Turnhout (Oud-Turnhout)
La route nationale continue son tracé sous le nom de Steenweg op Ravels sur 2,5 km jusqu'au changement de commune. La nationale continue en direction de la commune de Ravels.
La nationale passe à l'extrémité nord de la commune donnant plusieurs accès secondaires aux quartiers éloignés de la commune.
Elle parcourt au total 2,5 km dans la commune de Vieux-Turnhout.

#### Ravels
La route nationale 12 continue son chemin sous le nom de Grote Baan sur 2 km jusqu'à l'intersection de la route nationale 137 (Belgique) en direction de la route nationale 118 (Belgique) à Eel (Belgique). La nationale coupe la commune en deux. Cette intersection se situe au centre de Ravels.
La nationale poursuit sa route sous les noms de Grote Baan et Turnhoutseweg sur 2,1 km jusqu'à l'intersection de la Singelstraat en direction de Weelde et de son aéroport.
La route nationale 12 continue son tracé sous le nom de Turnhoutseweg sur 2,3 km jusqu'à l'intersection de la route nationale 118 (Belgique) en direction de Arendonk, de l'autoroute A21 (Belgique), via la sortie de Belgique 26 (Réthy) vers Anvers, Turnhout et Eindhoven et de Réthy, et de la Gemeentelaan en direction de Weelde.
La route nationale continue son chemin sous les noms de Weeldestraat, de Prinsenlaan, de Steenweg Weelde et de Dorp sur 5 km jusqu'à l'intersection de la route nationale 135 (Belgique), au village de Poppel, en direction de Baerle-Nassau et de Baerle-Duc.
La route nationale 12 continue sa route sous le nom de Dorp sur 170 mètres jusqu'à l'intersection de la Mierdsedijk en direction de Reusel (Pays-Bas).
La nationale continue son tracé sous les noms de Dorp, de Tilburgseweg et de Grens sur 2,7 km jusqu'au changement de pays et de commune. La nationale continue en direction des Pays-Bas, dans la province du Brabant-Septentrional, en direction des communes de Hilvarenbeek et de Goirle.

### Pays-Bas
La nationale change de nom et de réseau aux Pays-Bas, elle traverse les communes de Hilvarenbeek et de Goirle. Elle arrive à l'intérieur de la ville de Tilbourg.
La nationale parcourt un total de 9 km dans les Pays-Bas.

#### Hilvarenbeek et Goirle
La route nationale 630 (Pays-Bas) est coupée en deux, le côté ouest se trouve dans la commune de Goirle et le côté est se trouve dans la commune de Hilvarenbeek, sur 1,8 km.
La nationale continue son chemin sur 6,1 km jusqu'à l'intersection avec la route européenne 312 autoroute A58 (Pays-Bas), via la sortie (Goirle) vers Bréda, Tilbourg, Bois-le-Duc et Eindhoven. La nationale change de commune; elle continue en direction de la ville de Tilbourg.

#### Tilbourg
La route nationale 630 (Pays-Bas) continue sa route sur 1,1 km jusqu'à son arrivée dans la ville de Tilbourg.

### Voirie
Le nombre de voies sur la nationale varie beaucoup, pouvant aller de 3×3 bandes à 1×1 bande, en alternance selon les zones traversées.
Les zones les plus denses ont plus de voies et inversement.

## Transports en commun
Plusieurs types de transports en commun pratiquent le même itinéraire, ou partiellement, que la route nationale 12. Dans les transports en commun se situant sur l'axe routier, il y a des lignes de bus de la société De Lijn ainsi que le tramway d'Anvers, de la société homonyme des lignes de bus.
Dans les environs de la nationale, se trouvent des gares et des aéroports.

### Bus
Anvers est une plaque tournante des transports en commun.
Sur la place Franklin Roosevelt, on retrouve les lignes de bus suivantes :
- 1, 13, 17, 36, 68, 415, 416, 417, 418, 427, 429, 600, 601, 602, 640, 641, 642, 720, 730, 760, 761, 762, 763, 764, 770, 771, 772, 775, 776, F10, F12, F13 et F14. Il y a 33 lignes de bus sur la place.
- 68, 410, 414, 415, 416, 417, 418, 427, 429 et F5. Il y a 10 lignes de bus pour une plaque tournante avec la Gare d'Anvers-Central et le tramway.
- 23, 410, 414, 415, 416, 417, 418, 427, 429 et F5. Il y a 10 lignes en direction de la place. Il y a les mêmes lignes (la 23 exceptée et remplacée par la 30) en direction du Ring belge R10.

Du Ring jusqu'à la commune de Wijnegem, il n'y a que deux lignes de bus, la 410 et la 414. Les lignes continuent en direction du centre de la commune via la route nationale 112 (Belgique). Les lignes reviennent sur la nationale à la fin de la route nationale 112 (Belgique).
Au centre de la commune de Schilde (Belgique), les lignes 618 et 619 se rajoutent aux deux autres. À l'hôpital de Zoersel, trois lignes se rajoutent aux quatre autres, 412, 419 et F6. Devant l'Hôtel de Police de la commune, une autre ligne se rajoute, la 607. Un arrêt plus loin, la ligne 411 s'ajoute. Un arrêt plus loin, la ligne 412 se retire. On se retrouve avec les mêmes lignes (410, 411, 414, 419, 607, 618, 619 et F6) jusqu'au centre de Malle (Belgique).
Dans le centre de cette commune, les lignes 408, 409, 440, 446 et 629 s'ajoutent tandis que les lignes 411, 607, 618 et 619 se retirent. Un arrêt plus loin, plusieurs lignes se rajoutent pour donner ces différents itinéraires :
- 408, 409, 410, 411, 414, 417, 419, 429, 440, 446, 449, 607, 618, 619, 629 et F6. Il y a 16 lignes sur cette plaque tournante.

Un arrêt plus loin, les lignes 417, 429 et F6 se retirent. Un arrêt plus loin, ces mêmes arrêts se rajoutent. Un arrêt plus loin, la 417 et la 429 se retirent. Dans la section de Oostmalle, on retrouve les correspondances suivantes :
- 401, 408, 409, 410, 414, 417, 419, 429, 446, 449, 607, 629 et F6. Un arrêt plus loin, il n'y a plus que la ligne 410 et la 419. À Vlimmeren, trois lignes s'ajoutent, la 416, la 417 et la F16. Un arrêt plus loin, il n'y a plus que trois lignes, la 410, la 419 et la F16. À l'intersection avec la route nationale 132 (Belgique), plusieurs lignes s'ajoutent pour donner les correspondances suivantes :
- 410, 415, 416, 417, 419, 431, 433 et 434. Deux arrêts plus loin, les correspondances sont comme suit : 200, 410, 419, 431, 433, 434 et 493. À Vosselaar, les correspondances sont comme suit : 1, 200, 410, 415, 416, 417, 419, 433, 434 et F16. Un arrêt plus loin, la 415, 416 et 417 se retirent. Ce sont les mêmes correspondances jusqu'avant le Ring de Turnhout (Ring belge R13) où on trouve 1, 200, 410, 415, 416, 417, 419, 433, 434 et F16.

Après le Ring, il y a les lignes 450, 451 et 459. Avant de sortir de Vieux-Turnhout, les lignes 455 et 456 s'ajoutent. Après le centre de Ravels, il n'y a plus que les lignes 451 et 455. Avant de sortir de Weelde, les lignes 450, 456 et 458 s'ajoutent tandis que la 455 se retire. Ce sont les mêmes correspondances jusqu'à la frontière des Pays-Bas. Dans le Brabant-Septentrional, la ligne 450 dessert un arrêt.

### Tramway/Métro
Le Tramway d'Anvers est vu à certains moments comme un prémétro, voire comme un métro.
Sur la place Franklin Roosevelt, on retrouve les lignes suivantes : 11 et 24. Sur la place Reine Astrid, il y a les lignes 2, 3, 5, 6, 8, 10, 11, 12 et 24. Jusqu'à l'intersection avec la route nationale 116 (Belgique), il n'y a que la ligne 24. À cette intersection, se trouvent les lignes 8, 10, 24. Jusqu'à la fin du Parc Provinciaal Groendomein Rivierenhof, il n'y a plus que les lignes 8 et 10. À la fin du parc, seule reste la ligne 10. L'arrêt suivant, la ligne 5 se met avec la 10.
Le tramway se finit dans le centre de Wijnegem.

### Trains
La seule gare qui se trouve non loin de la nationale est la gare d'Anvers-Central, à moins de 200 mètres, place Reine Astrid. La deuxième gare sur son « tracé » est la gare de Turnhout, à 1,4 km après le croisement route nationale 12 Ring belge R13 ; en ligne droite jusqu'au centre de la ville.

### Aéroport
À Oostmalle, il y a un accès direct via la route nationale 153 (Belgique) vers l'aéroport de Malle-Zoersel. Dans la commune de Ravels, il y a un accès direct vers la base aérienne de Weelde, en quittant la nationale vers le village de Weelde.

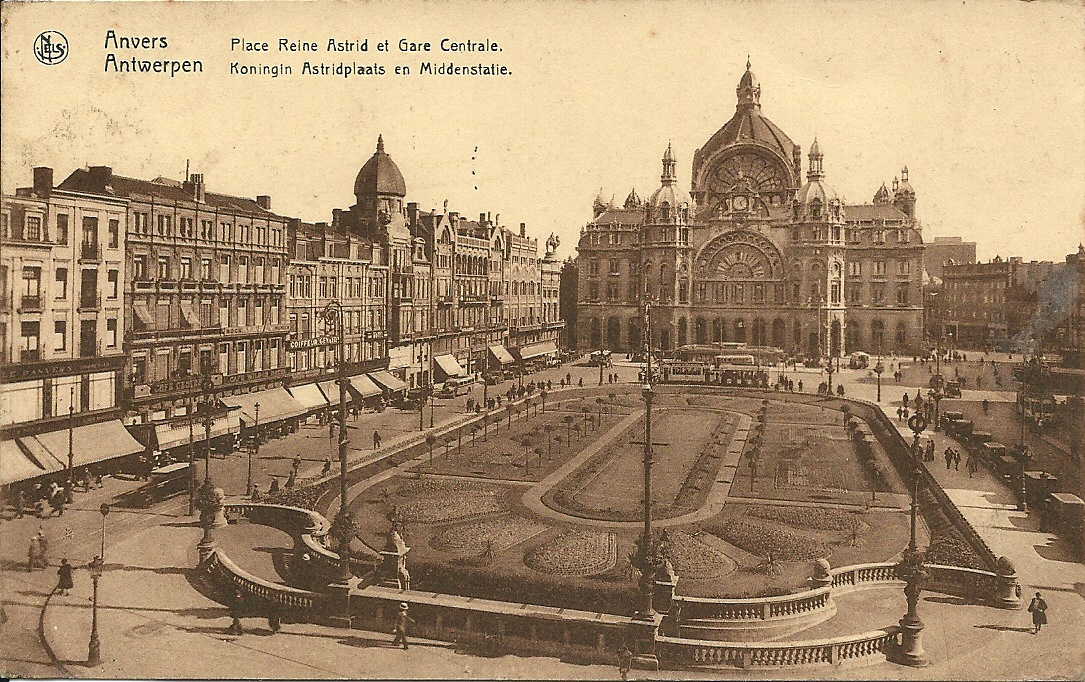
Une carte postale de 1936 montrant la place Reine Astrid devant la gare d'Anvers-Central. Devant la place se trouve la nationale.

## Ouvrages
Il y a le Pont sur le canal Albert de Wijnegem (nl), à Wijnegem, qui permet de franchir le canal Albert. Il est long de 74 mètres. Un autre pont au niveau de Ravels permet le franchissement d'un canal.

## Infrastructures
Il y a plusieurs infrastructures se situant sur le tracé ou tout près de son tracé.

### Infrastructures patrimoniales
Il y a la Franklin Rooseveltplaats. Sur cette place, il y a le Hall athenA. Un peu plus loin, il y a la place Reine Astrid avec la gare d'Anvers-Central et l'accès au Zoo d'Anvers. Après le Ring , il y a à proximité de la nationale l'église Sint-Fredeganduskerk et son grand cimetière. Il y a un peu plus loin le Parc Provinciaal Groendomein Rivierenhof et son château, le Kasteel Rivierenhof. Après avoir traversé Wijnegem, on peut apercevoir le Château de Pulhof. Dans la commune de Zoersel, il y a le Moulin de Scherpenberg (nl). Dans la section de Oostmalle, il y a le Château de Renesse (nl). Un peu plus loi, il y a l'église Sint-Laurentiuskerk. Dans la section de Weelde, on trouve l'église St. Janskerk Weelde. Plus loin, dans le village de Poppel, on retrouve l'église Sint-Valentinuskerk Poppel. Dans ce même village, on peut apercevoir l'infrastructure de Association locale et du patrimoine Nicolaus Poppelius vzw.

### Infrastructures publiques
Il y a plusieurs hôpitaux et autres infrastructures publiques, comme des postes de police. La nationale est majoritairement commerciale et industrielle, en alternance selon les zones.